# 甘肃脓疮草
甘肃脓疮草（学名：Panzeria kansuensis）为唇形科脓疮草属下的一个种。